# Agnès de Milly
Agnès de Milly est une dame noble du royaume de Jérusalem. Elle est la fille d'Henri de Milly dit le Buffle, seigneur d'Arabie Pétrée, et de son épouse Agnès Granier.
À la mort d'Henri après 1164, Agnès hérite de ses revendications sur les châteaux de Montfort et Castellum Regis, ce qui fait d'elle l'une des héritières les plus riches du royaume de Jérusalem.
Le 15 juillet 1174, Baudouin IV est couronné roi de Jérusalem. Sa mère, Agnès de Courtenay, est alors autorisée à revenir à la cour, et tous deux deviennent très proches. Après le meurtre de Miles de Plancy, qui agissait alors comme régent informel, le royaume est privé de sénéchal, un officier puissant chargé de superviser les réunions de la Haute cour, pendant deux ans. Lorsque Baudouin atteint sa majorité en 1176, sa mère lui suggère de nommer son propre frère Josselin III de Courtenay, comme nouveau sénéchal du royaume, arguant qu'il pouvait lui faire confiance car il était son plus proche parent mâle et ne pouvait prétendre au trône. Le roi Baudouin arrange ensuite le mariage de Josselin avec Agnès la même année. Josselin reçoit ainsi les châteaux de Montfort et de Castellum Regis du droit de son épouse. Tout au long de sa vie, Josselin amasse suffisamment de terres pour fonder sa propre seigneurie, dite la « Seigneurie Josselin III d'Édesse ».
De ce mariage naissent deux filles :
- Béatrix de Courtenay, fiancée en 1186 à Guillaume de Valence, frère de Guy de Lusignan, mais qui épouse Othon de Botenlauben ;
- Agnès de Courtenay, fiancée en 1186 à un neveu de Guy de Lusignan, mais qui épouse vers 1200 Guillaume de Mandelée.